# 科爾斯頓冰川
科爾斯頓冰川是南極洲的高原，位於維多利亞地的博克格雷溫克海岸，流經製圖師山脈，最終在勝利山脈拜帕斯山以西19公里注入特拉法爾加冰川。
72°25′S 167°58′E / 72.417°S 167.967°E